# كلية الأمير سلطان لعلوم الطيران
أكاديمية أو كلية الأمير سلطان لعلوم الطيران مؤسسة تعليمية تُعنى بتخريج الطيارين السعوديين، ومقرها في مدينة جدة بالمملكة السعودية، وهي أكاديمية الطيران الرسمية لشركة الخطوط الجوية العربية السعودية، وقد تأسست الأكاديمية في ديسمبر 2004،  ويبلغ متوسط عدد الطلاب بها حوالي 1100 طالب. تقدم برامج تدريبية في الطيران، وأمن الرحلات الجوية، والخدمات المساندة، وإدارة الموارد البشرية، وأخيرا هندسة الطيران. في يناير 2020 حصلت على عضوية منظمة الطيران المدني الدولي (ICAO) لبرنامج TRAINAIR PLUS بعد اجتيازها للتقييم المطلوب وتحقيقها لمتطلبات العضوية التي من أبرزها إعداد دليل شامل للتدريب وتنفيذ نظام فعّال لإدارة الجودة.

## أقسام الأكاديمية
هناك ستة أقسام في الأكاديمية
1- التطوير الأكاديمي.
2- التخطيط وتطوير الأعمال.
3- الموارد البشرية.
4- تكنولوجيا المعلومات.
5- خدمات الدعم.
6- العلاقات العامة والاتصالات.

## وصلة خارجية
- موقع كلية الأمير سلطان لعلوم الطيران على الإنترنت.